# L'amante della Cina del Nord
L'amante della Cina del Nord (L'amant de la Chine du Nord), ultimo romanzo di Marguerite Duras, pubblicato nel 1991, rievoca le stesse vicende narrate sette anni prima ne L'amante che aveva valso all'autrice nel 1984 il Premio Goncourt. In Italia appare nel 1992.

## Trama
Alla notizia della morte del protagonista di quegli eventi, la scrittrice sente la necessità di ripercorrere le tappe dell'impossibile storia d'amore tra una quindicenne bianca cresciuta nell'Indocina francese all'interno di una famiglia assai povera e un ricco giovane cinese dal futuro già stabilito. 
A differenza del primo romanzo, narrato in prima persona e dai cui eventi viene presa una distanza anche affettiva, in questa riscrittura l'uso della terza persona (quasi una macchina da presa narrante) permette all'autrice di ricordare con tenerezza e nostalgia il primo grande amore della sua vita.

## Edizioni
- Marguerite Duras, L'amante della Cina del Nord, traduzione di Leonella Prato Caruso, collana Universale economica, Feltrinelli, 2004,  p. 182, ISBN 88-07-81554-0.

| Controllo di autorità | VIAF (EN) 204619685 · GND (DE) 4764582-9 |